# Kanton Beauvais-Nord-Ouest
Beauvais-Nord-Ouest is een voormalig kanton van het Franse departement Oise. Het kanton maakte deel uit van het arrondissement Beauvais. Het werd opgeheven bij decreet van 20 februari 2014 met uitwerking in maart 2015.

## Gemeenten

Gemeenten in Beauvais

Het kanton Beauvais-Nord-Ouest omvatte de volgende gemeenten:
- Beauvais (deels, hoofdplaats)
- Fouquenies
- Herchies
- Pierrefitte-en-Beauvaisis
- Savignies